# Шлем Броди
Шлем Броди (енгл. Brodie helmet) британски је борбени шлем дизајниран током Првог светског рата када су бројне Европске војске појачале заштиту својих војника. Броди је први модерни британски борбени шлем, уведен је у употребу априла 1916. и у Британској војсци се активно користио скоро наредних 40 година. Овај шлем су такође користиле и друге савезничке земље, понајвише на простору Британске Империје. Шлем Броди је препознатљив по свом карактеристичном облику који подсећа на тањир. И дан данас се користи у појединим деловима Пакистана и Индије.

## Историја
На почетку Првог светског рата, ниједна од зараћених страна није обезбедила челичне шлемове својим трупама. Војници већине нација отишли су у битку са тканеним или кожним капама које нису пружале никакву заштиту од артиљеријских шрапнела који би им падали изнад ровова.
Огроман број смртоносних рана главе које су модерна артиљеријско оруђа нанела француској војсци довеле су да уведу прве модерне челичне кациге у лето 1915. Прва француска заштита била је ,,calotte métallique" које су носиле под капама од платна. Ове рудиментарне кациге су ускоро замењене моделом шлема М15 Адријан, дизајниран од стране генерала Аугуста-Луја Адријана. Идеју је касније усвојила већина зараћених нација.
Отприлике у исто време, британска ратна канцеларија је имала сличну потребу за челичним шлемовима. Одељењу за откривање ратних проналаска наложено је да процени француски дизајн. Одлучили су да није довољно јак и сувише сложен да би се брзо производили. Британска индустрија није била усмерена на свеобухватан напор ратне производње у првим данима Првог светског рата, што је такођер довело до недостатка артиљеријских граната 1915. године.
Џон Леополд Броди (1873–1945), рођен Леополд Јано Брауде у Риги, био је предузетник и проналазач који је створио богатство у рудницима злата и дијаманата Јужне Африке, али је сада радио у Лондону. Дизајн који је он патентирао у августу 1915. године пружио је предности над француским шлемом. Израђен је у једном комаду који се може пресовати из једног дебелог комада челика, дајући му додатну чврстоћу и чинећи га једноставним за производњу. Бродијев патент се бави углавном иновативним аранжманима; Инжињер Алфред Бејтс из фирме of Willis & Bates из Халифакса у Јоркширу, произвођача Вапалукс петролејки, тврдио је да му је Ратна канцеларија тражила да пронађе начин производње шлема за заштиту од шрапнела и да је он тај који је осмислио основни облик овог шлема. Поред неких новинских чланака, нема доказа да се поткрепи Бејтсова тврдња.
Бродијев дизајн је личио на средњовековни пешадијски шлем ,,Chapel de fer" за разлику од немачког Шталхелм шлема који је налик на средњовековни ,,Sallet". Броди је имао плитку кружну шкољку са широким ивицама около, кожном облогом и кожним каишем за причвршивање.
Облик тањира дизајниран је како би заштитио главу и рамена војника од артиљеријских шрапнела који су експлодирали изнад ровова. Дизајн је омогућио употребу релативно дебелог челика који се може направити једним притиском и задржати дебљину кациге. Због тога је био отпорнији на пројектиле, али је нудио мању заштиту доњих делова главе и врата од осталих шлемова.
Оригинални дизајн (тип А) је направљен лаког челика са ширином од 1,5—2 in (38—51 mm). Тип А се производио само неколико недеља пре него што је спецификација измењена, а тип Б је уведен у октобру 1915. Спецификације су измењене на предлог Сер Роберта Хадфилда, употребођ тврђег челика са садржајем 12% мангана, који је постао познат као "Хадфилдов челика", који је практично био непропусан за шрапнеле одозго. Балистички је овим повећана заштита за 10%. Могао је издржати пиштољ од ,45 калибра који је пуцао са удаљености од 3,0 m (9,8 ft). Такође је имао уже ивице и закривљену круну.
Првобитна шема бојења коју је предложио Броди, била је лагано зелено, плаво и наранџасто маскирно, али су такође биле обојане зеленом или плаво-сивом.
Истог месеца, прва испорука кацига је направљена за трупе британске војске. У почетку је било далеко од довољног броја шлемова за опремање сваког човека, тако да су означени као ,,trench store", који се држи на фронту и користи га свака јединица која је окупирала сектор. Није их било довољно све до лета 1916, када су произведени првих милион шлемова, да би их генерално могли поделити целој свима.
Шлем Броди је смањио жртве али критиковао га је генерал Херберт Плумер на основу тога што је био превише плитак и превише рефлектујући, ивица је била превише оштра, а њена облога била је превише клизава. Ове критике су се односиле на MkI из 1916. године, који је имао порубљену ивицу, дводелну облогу, обојен у каки боји, финиширан бојом песка, пиљевине или здробљене плутовине да би се добио не-одсјајни изглед. Године 1917. облога је модификована увођеењем гуменог јастука да би било удобније, међутим то није прихваћено на америчкој верзији M1917. Крајем рата, шлемови су фарбани са ознаком рода војске или војне јединице. Ови се често називају "Parade helmets" од стране колектора.
Тежина шлема MkI је била око 0,59 kg (1,3 lb).